# Districte d'Ağcabədi
Ağcabədi (àzeri: Ağcabədi rayonu), és un districte de l'Azerbaidjan amb el centre administratiu a la ciutat d'Ağcabədi.

## Demografia
La població del districte d'Ağcabədi és de 122.649 (segons el cens del 2010). D'ells, 46.919 viuen a la ciutat i 75.730 viuen a l'àrea rural. La tendència (82.700 va viure al país el 2008) demostra que hi ha una ràpida urbanització al districte. Del total de la població, 62.310 són homes i 60.339 dones. També hi ha un augment de la natalitat. L'any 2000 hi va haver 1.659 nounats, mentre que el 2009 aquest nombre va ser de 2.377. Així mateix, hi va haver 491 matrimonis nous l'any 2000, mentre que el 2009 aquesta xifra va augmentar fins a 1.188. Una gran part dels kurds que havien fugit d'Armènia i de l'Alt Karabakh es van establir en aquest districte.
També hi ha 189 màrtirs, 298 discapacitats de la guerra de Karabagh, 776 veterans de la guerra Karabagh, 1 veterà de la gran guerra patriòtica i un discapacitat de la gran guerra patriòtica. Set residents del districte van rebre el títol honorífic de l'Azerbaidjan, i 735 van rebre beques presidencials. 2906 famílies (15.622 persones) de l'Alt Karabakh i altres territoris ocupats es van establir temporalment al districte d'Ağcabədi.

### Població
D'acord amb l'Informe anual del Comitè d'Estadística de l'Estat, en 2018, la població de la ciutat va registrar 134.500 habitants, la qual cosa representa un augment de 27.500 persones (aproximadament un 25.2%) de 108.800 persones el 2000. De la població total 69.900 són homes i 64.600 són dones. Més del 27,1% de la població (aproximadament 36.500 persones) són joves i adolescents de 14 a 29 anys.
|                      | 2000  | 2001  | 2002  | 2003  | 2004  | 2005  | 2006  | 2007  | 2008  | 2009  | 2010  | 2011  | 2012  | 2013  | 2014  | 2015  | 2016  | 2017  | 2018  |
| -------------------- | ----- | ----- | ----- | ----- | ----- | ----- | ----- | ----- | ----- | ----- | ----- | ----- | ----- | ----- | ----- | ----- | ----- | ----- | ----- |
| Districte d'Ağcabədi | 108,8 | 109,8 | 110,7 | 111,8 | 113,1 | 114,7 | 116,3 | 117,9 | 119,5 | 121,3 | 122,7 | 124,0 | 125,7 | 127,3 | 128,7 | 130,3 | 131,9 | 133,3 | 134,5 |
| població urbana      | 34,0  | 34,4  | 34,8  | 35,2  | 35,8  | 36,4  | 36,9  | 37,4  | 38,0  | 46,6  | 46,8  | 47,3  | 47,7  | 48,1  | 48,4  | 48,9  | 49,2  | 49,6  | 49,8  |
| població rural       | 74,8  | 75,4  | 75,9  | 76,6  | 77,3  | 78,3  | 79,4  | 80,5  | 81,5  | 74,7  | 75,9  | 76,7  | 78,0  | 79,2  | 80,3  | 81,4  | 82,7  | 83,7  | 84,7  |

### Grups ètnics

#### Personatges il·lustres
- Üzeyir Hacıbəyov – compositor
- Inqilab Nadirli – escriptor
- Tofik Bakhramov – football referee
- Zulfu Adigozalov – khananda
- Isi Malikzadeh – escriptor
- Sabir Novruzov – cantant de mugham
- Ramiz Adigozalov - compositor
- Mutallim Mutallimov - cantant
- Yagub Mammadov - cantant de mugham
- Mammad Araz - poeta
- Shamil Jamshid - científic-orientalista
- Hadjimammadhuseyn Hadjiyev - científic que criava les espècies d'ovelles de Garadolag
- Faghan Aliyev - Doctor en Ciències Tècniques
- Aghakishi Kazimov - professor
- Khagani Mammadov - professor
- Elbrus Ahmadov - científic
- Ajdar - poeta, científic